# Портрет Данте
«Портрет Данте» (итал. Ritratto di Dante) — картина Сандро Боттичелли, итальянского живописца эпохи Возрождения, представителя флорентийской школы живописи периода кватроченто, написанная около 1495 года и хранящаяся в частной коллекции в Женеве (Швейцария). Авторство Боттичелли предположительно.

## Описание
Картина представляет собой портрет флорентийского поэта Данте Алигьери. Характерный профиль поэта сильно выделяется на светлом фоне. По моде того времени он носит красный плащ и капюшон поверх белой шапки. С художественной точки зрения работа характеризуется резким цветовым контрастом, возникающим из-за противопоставления красной одежды и светлого фона.
Вероятно, Боттичелли был хорошо знаком с портретом Данте на фреске работы Доменико ди Микелино в соборе Санта-Мария-дель-Фьоре во Флоренции, где поэт впервые был нарисован в лавровом венке. Эти детали соответствуют сложившемуся на тот момент канону изображения Данте.

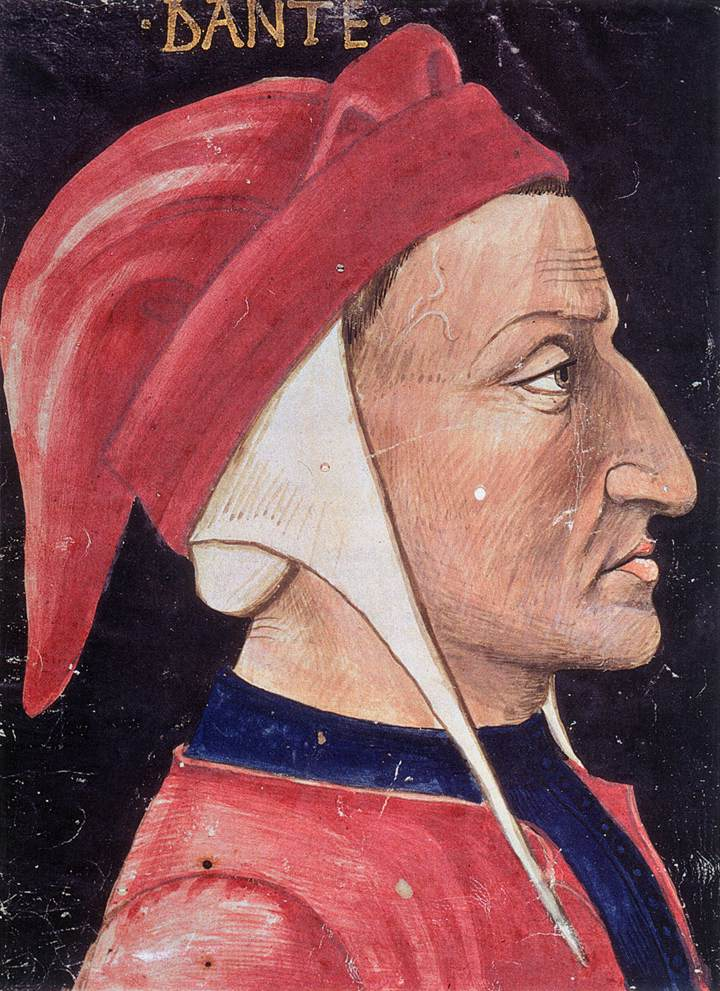
Неизвестный автор-миниатюрист (ок. 1436)
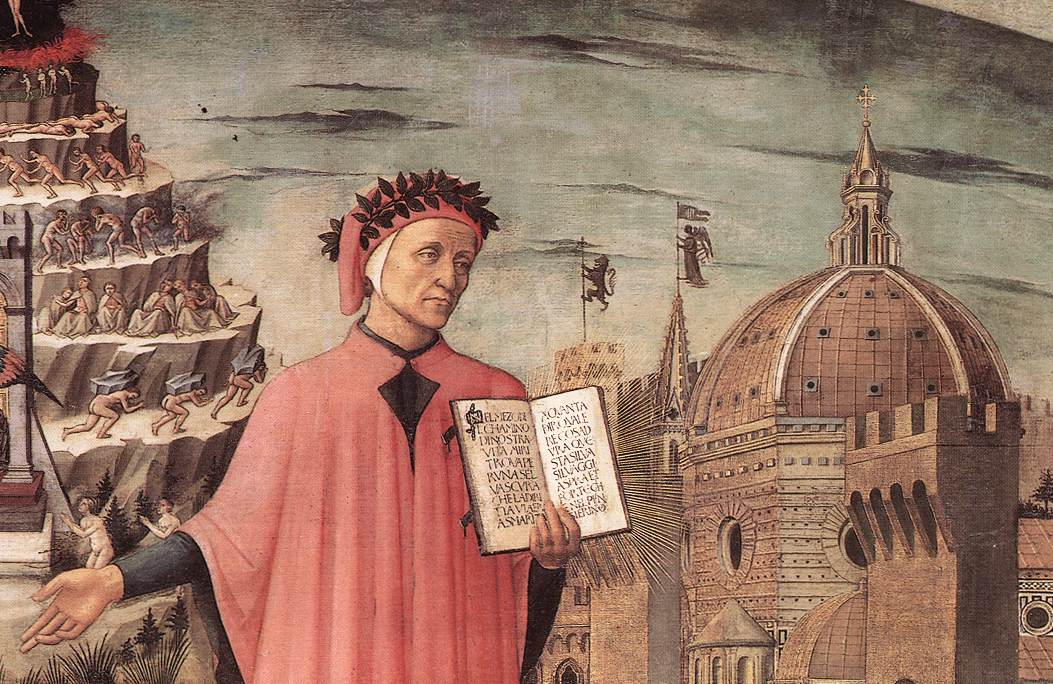
Доменико ди Микелино, фреска «Божественная комедия освящает Флоренцию» (собор Санта-Мария-дель-Фьоре, Флоренция, 1465)
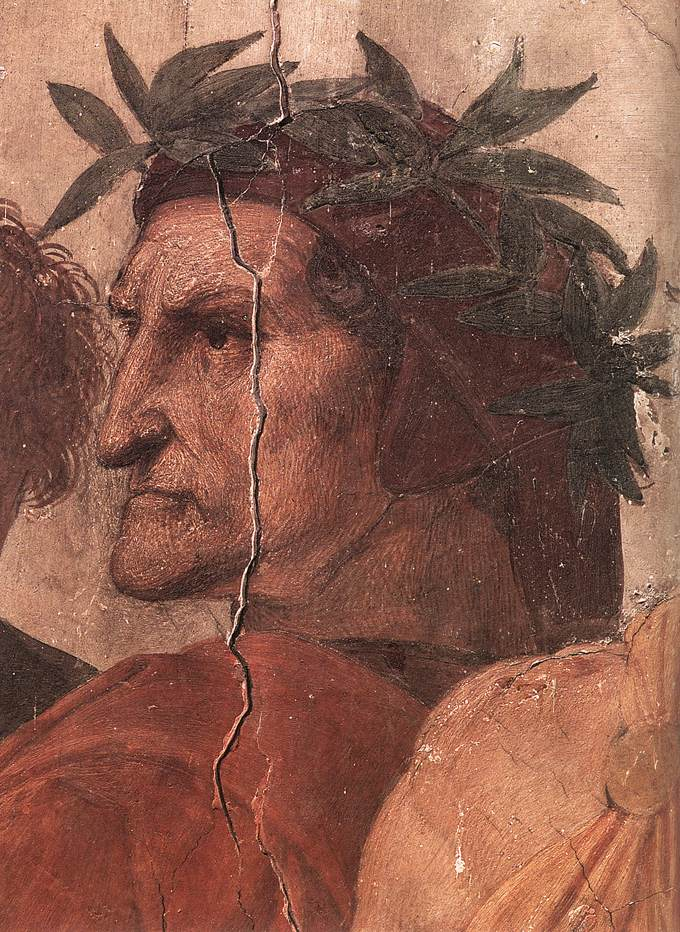
Рафаэль, фреска «Диспута» из цикла «Станцы» (Апостольский дворец, Ватикан, ок. 1510-1511)

## Боттичелли и Данте
В 1480—1490 годах Боттичелли также сделал несколько иллюстраций к «Божественной комедии» Данте, которые причисляются к наиболее изысканным произведениям живописца: в настоящее время известно 94 гравюры, хранящиеся в Гравюрном кабинете в Берлине и в Ватиканской библиотеке в Риме.
Джорджо Вазари так писал об этом в своей книге «Жизнеописания наиболее знаменитых живописцев, ваятелей и зодчих»:

... он тотчас же возвратился во Флоренцию, где, будучи человеком глубокомысленным, частично иллюстрировал Данте, сделав рисунки к Аду, и выпустил это в печать, на что потратил много времени ...
— Джорджо Вазари — Жизнеописания наиболее знаменитых живописцев, ваятелей и зодчих, том II, глава «Жизнеописание Сандро Боттичелло, флорентийского живописца»
Также Боттичелли приписывают 19 эскизов для гравюр, вероятно, сделанных Баччо Бальдини, иллюстрирующих первое издание текста 1481 года.

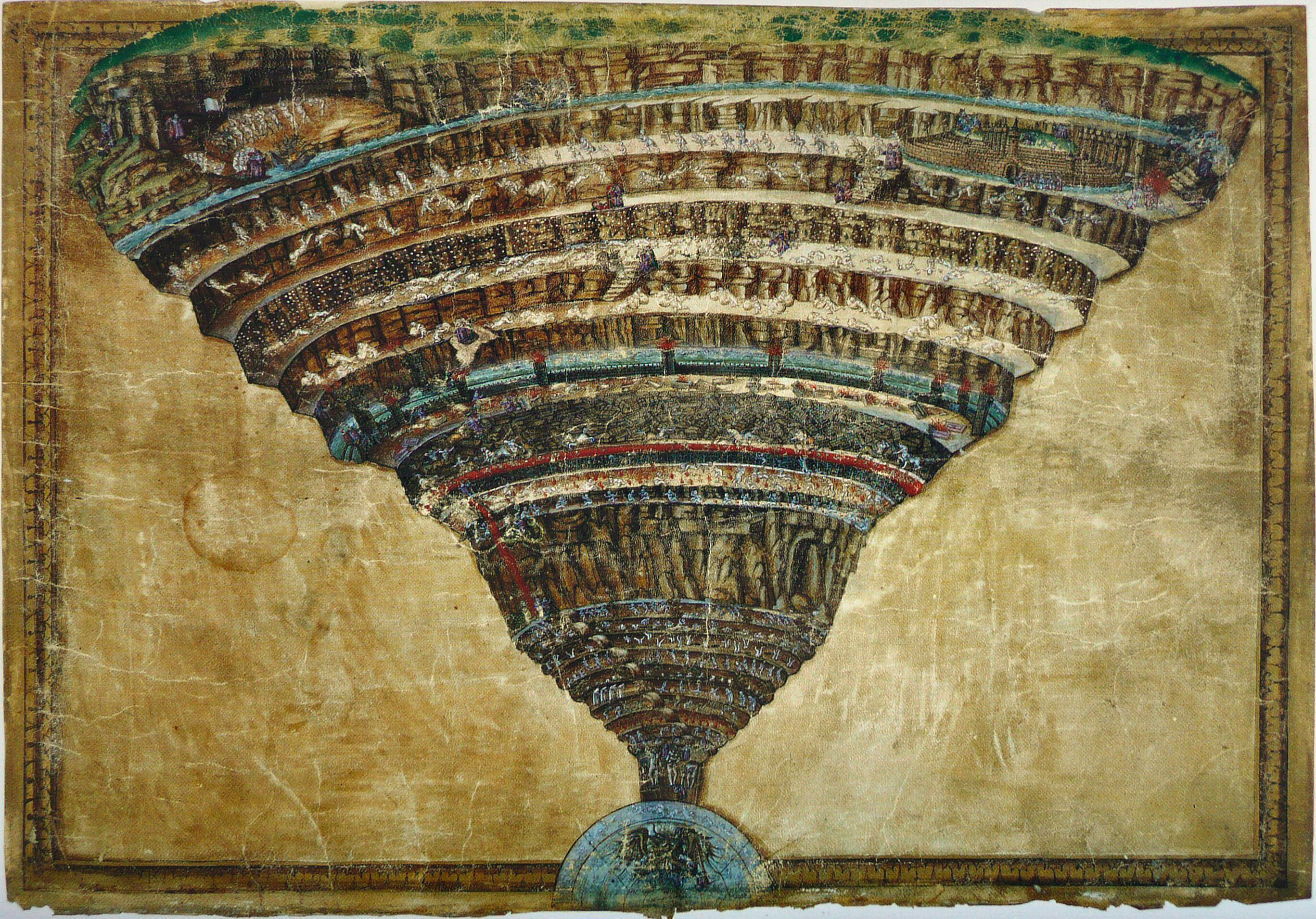
Схема ада
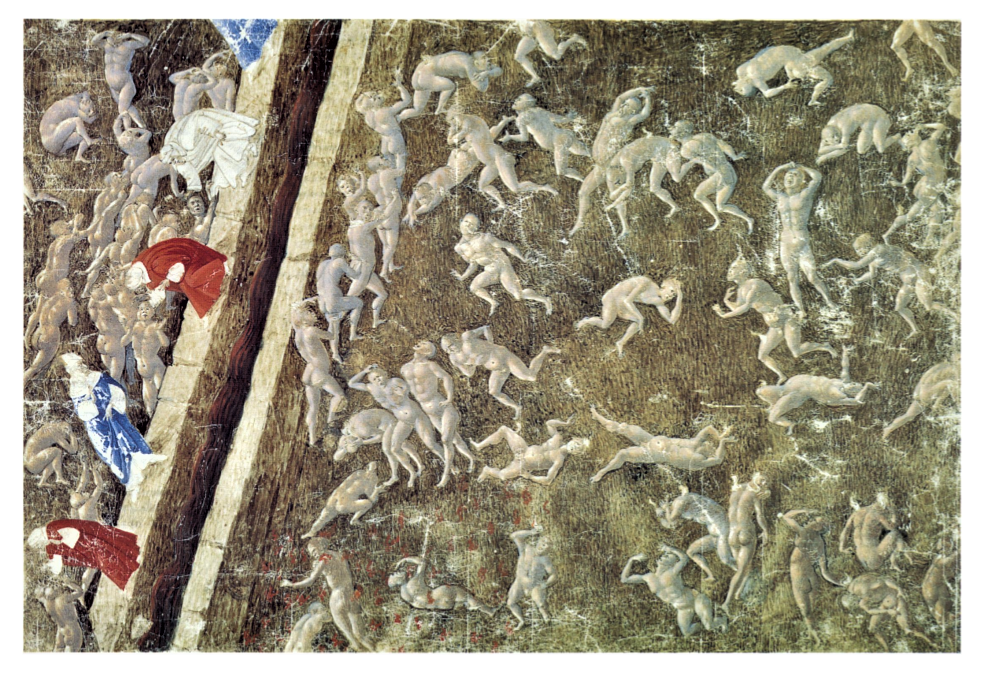
Ад, песнь XV
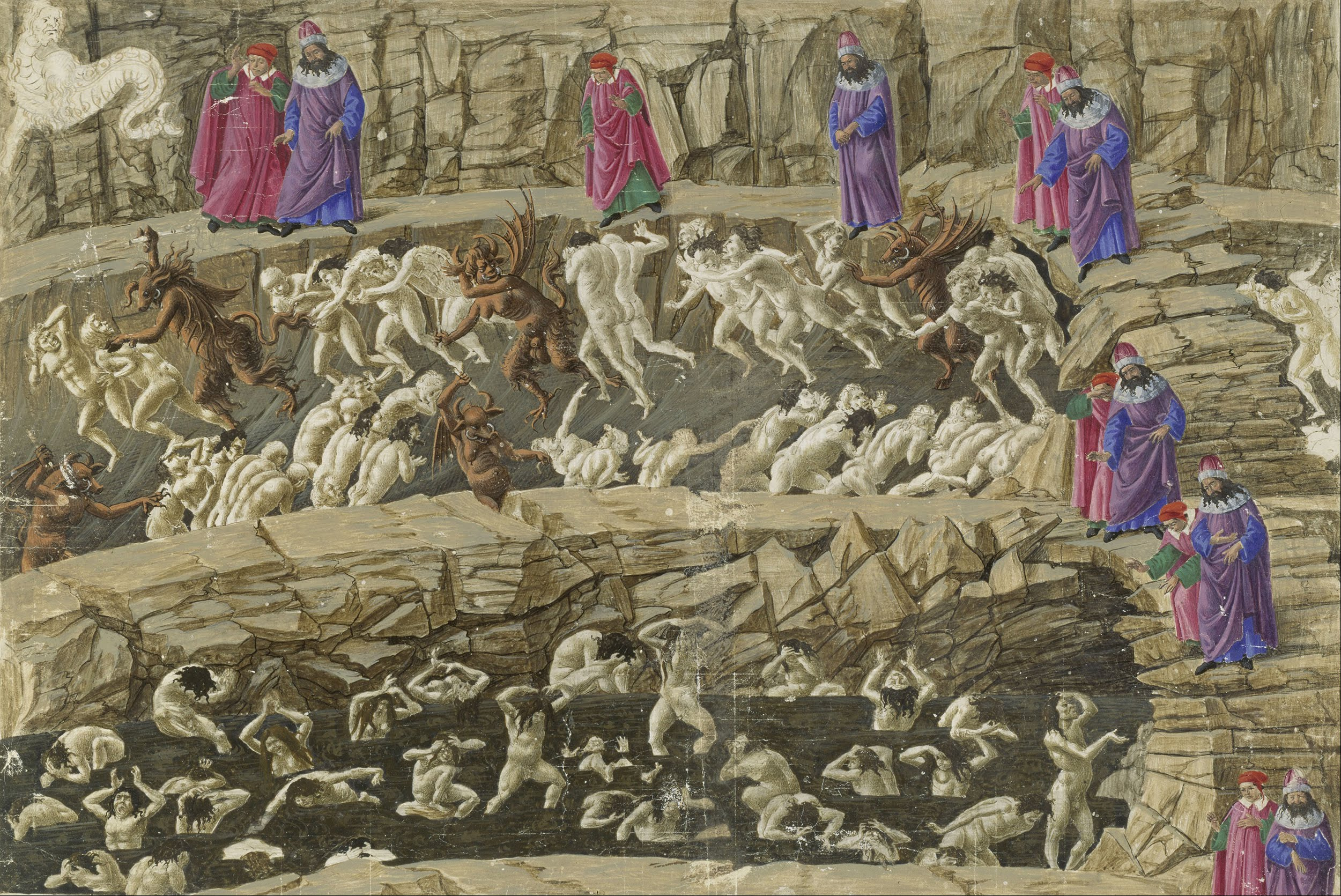
Ад, песнь XVIII